# Crkva Navještenja Blažene Djevice Marije u Vrgorcu
Crkva Navještenja Blažene Djevice Marije je župna crkva u staroj jezgri grada Vrgorca. Posvećena Navještenju BDM.

## Opis
Župna crkva Navještenja Blažene Djevice Marije u Vrgorcu izgrađena je po nacrtu arhitekta Ćirila Metoda Ivekovića. Monumentalna je trobrodna građevina, podignuta u neoromaničkom slogu, orijentirana zapad-istok. Građena je od fino obrađenih, kamenih ploča slaganih u redove. Na istočnoj strani crkve je pročelje s tri portala te sa središnijm, jače izbačenim rizalitom. Crkva na zapadnoj strani završava s tri polukružne apside. U osi pročelja, 1962. godine naknadno je dograđen impozantni četvrtasti, kameni zvonik. Gradnja crkve dovršena je krajem 1921. godine, a unutrašnjost je uređena 1932. godine. U unutrašnjosti crkve su tri oltara.

## Povijest
Crkva datira iz srednjeg vijeka. Nakon osmanskih osvajanja pretvorena je u džamiju i uz nju je dograđen minaret. Pri oslobađanju Vrgorca od Osmanlija građevina je vraćena katoličanstvu, a u crkvu su ju prenamijenili franjevci 1694. godine. Godine 1793. izlivena su zvona za crkvu. Crkva je popravljana do 1859. godine. Minaret je ostao do 1861. godine, a konačno srušen 1913. godine. Arhitekt Ćiro Iveković napravio je 1908. nacrte i po njima je srušen minaret i od 1913. građena današnja župna crkva, čiji su radovi zgotovljeni 1921. godine. Godine 1932. uređena je unutrašnjost, a 1962. dograđen zvonik na pročelju. Godine 1993. počela je konzervacija-restauracija. Godine 2004. dobila je reljef "oslobođenje Vrgorca", 2005. godine postavljena su tri nova zvona, a 2006. godine su završeni konzervatorski radovi i obnovljeno pročelje, sređen okolni prostor, te izgrađena ljetna pozornica za mnogobrojna događanja.

## Izgled
Crkva je neoromaničkog stila. Tri su portala na pročelju, ima tri broda. Zvonik je istaknut. Ima pet zvona: dva očuvana zvona iz 18. stoljeća i tri nova. Oltar krasi italobizantska Gospa. U crkvi je grob mučenika fra Ivana Rozića. U župnoj zbirci je druga vrijedna Gospina slika "bizantsko Umilenije" s grčkim natpisima. Po predaji ju je nabavio vrgorački junak i serdar Rade Miletić, čiji je grob nalazi u istoimenoj crkvi. Zvonik s pročelja dograđen je u 20. stoljeću. Crkvu krasi reljef "Oslobođenje Vrgorca",  akademskog kipara Petra Ujevića. Kod crkve je ljetna pozornica za razna zbivanja.

## Zaštita
Klasificirana u II. kategoriju spomenika kulturne baštine. Pod oznakom Z-3686 zavedena je kao nepokretno kulturno dobro - pojedinačno, pravna statusa zaštićena kulturnog dobra, klasificirano kao "sakralna graditeljska baština".

## Vanjske poveznice
|  | Zajednički poslužitelj ima još gradiva o temi Crkva Navještenja Blažene Djevice Marije u Vrgorcu |

- Turistička zajednica Splitsko-dalmatinske županije  Arhivirana inačica izvorne stranice od 16. veljače 2021. (Wayback Machine)Vrgorac - Crkva Navještenja Blažene Djevice Marije